# Alasoo
Alasoo is een plaats in de Estlandse gemeente Peipsiääre, provincie Tartumaa. De plaats heeft de status van dorp (Estisch: küla).
Tot in oktober 2017 hoorde Alasoo bij de gemeente Alatskivi. In die maand werd Alatskivi bij de gemeente Peipsiääre gevoegd.
De Tugimaantee 43, de secundaire weg van Aovere naar Kasepää, komt door Alasoo. De rivier Alatskivi stroomt langs de oostgrens van het dorp.

## Bevolking
Het aantal inwoners is vrij stabiel, zoals blijkt uit het volgende staatje:
| Jaar            | 2000 | 2009 | 2011 | 2017 | 2019 | 2020 | 2021 |
| --------------- | ---- | ---- | ---- | ---- | ---- | ---- | ---- |
| Aantal inwoners | 97   | 91   | 78   | 94   | 98   | 97   | 93   |

## Geschiedenis
Bij Alasoo ligt een steengraf van 40 x 50 meter, dat in gebruik is geweest tussen de tweede of derde eeuw en de achtste of negende eeuw, het Alasoo kivikalme. Menselijke resten werden begraven onder een stapel stenen. Een deel van de menselijke resten was voor de bijzetting gecremeerd.
Alasoo werd voor het eerst genoemd in 1582 onder de naam Alaswob. In 1585 werd het dorp Alasob genoemd, in 1601 Alloso en in 1722 Allaßust. Het lag op het landgoed van Allatzkiwwi (Alatskivi).